# Gondos Bocsok és az Unokatesók
A Gondos Bocsok és az Unokatesók (eredeti cím: Care Bears & Cousins) amerikai  3D-s számítógépes animációs websorozat, amelyet a Splash Entertainment készített. A forgatókönyvet Chara Campanella és Amy Keating Rogers írta, a sorozatot Andrew Young rendezte, a zenéjét Richard Evans és Chip Whitewood szerezte, a producere Ciara Anderson volt. Az első évad 2015. november 16-án, a második évad pedig 2016. február 5-én került fel Netflix-re, Magyarországon 2016. november 26-ától az M2 sugározza.

## Szereplők
| Szereplő                               | Eredeti hang                       | Magyar hang           |
| -------------------------------------- | ---------------------------------- | --------------------- |
| Lelkes elefánt (Lotsa Heart Elephant)  | Olivia Hack                        | Csifó Dorina          |
| Morgó bocs (Grumpy Bear)               | Doug Erholtz                       | Gubányi György István |
| Bátor oroszlán (Brave Heart Lion)      | Braeden Fox                        | Harcsik Róbert        |
| Gyengédszívű bocs (Tenderheart Bear)   | David Lodge                        | Bor László            |
| Vidám bocs (Cheer Bear)                | Patty Mattson                      | Haffner Anikó         |
| Osztozó bocs (Share Bear)              | Stephanie Sheh                     | Mezei Kitty           |
| Tudós mosómedve (Bright Heart Raccoon) | Ryan Wiesbrock                     | Seder Gábor           |
| Csodaszív bocs (Wonderheart Bear)      | Michaela Dean                      | Csuha Bori            |
| Móka bocs (Funshine Bear)              | Michael Sinterniklaas              | Szalay Csongor        |
| Harmónia bocs (Harmony Bear)           | Nayo Wallace                       | Nádasi Veronika       |
| Pici pingvin (Cozy Heart Penguin)      | Michael Sinterniklaas              | (saját hangján)       |
| Szörnyike (Beastly)                    | Doug Erholtz                       | Szabó Máté            |
| Szörnyikék (Beasties)                  | Doug Erholtz Michael Sinterniklaas | Szabó Máté            |

## Epizódok

### 1. évad
| #  | #  | Magyar cím           | Eredeti cím      | Magyar premier     | Eredeti premier   | Író                | Rendező      |
| -- | -- | -------------------- | ---------------- | ------------------ | ----------------- | ------------------ | ------------ |
| 1. | 1. | Tégy jót!            | Take Heart       | 2016. november 26. | 2015. november 6. | Amy Keating Rogers | Andrew Young |
| 2. | 2. | A költözés           | Return to Tender | 2016. november 27. | 2015. november 6. | Amy Keating Rogers | Andrew Young |
| 3. | 3. | Tudós találmánya     | The Bright Stuff | 2016. december 3.  | 2015. november 6. | Amy Keating Rogers | Andrew Young |
| 4. | 4. | Az Osztozó-kuckó     | The Share Shack  | 2016. december 4.  | 2015. november 6. | Dave Polsky        | Andrew Young |
| 5. | 5. | A pocakjelvény-ünnep | Belly Badgered   | 2016. december 10. | 2015. november 6. | Dayla Kennedy      | Andrew Young |
| 6. | 6. | Csodaszív szíve      | Wonder's Heart   | 2016. december 11. | 2015. november 6. | Chara Campanella   | Andrew Young |

### 2. évad
| #   | #  | Magyar cím        | Eredeti cím           | Magyar premier     | Eredeti premier  | Író                                | Rendező      |
| --- | -- | ----------------- | --------------------- | ------------------ | ---------------- | ---------------------------------- | ------------ |
| 7.  | 1. | A legjobb barátok | BFFs                  | 2016. december 17. | 2016. február 5. | Guy Toubes                         | Andrew Young |
| 8.  | 2. | Kívánság          | Wishing Well          | 2016. december 18. | 2016. február 5. | Jennifer Muro & Amy Keating Rogers | Andrew Young |
| 9.  | 3. | A legjobb móka    | Awesomest Day Ever    | 2016. december 24. | 2016. február 5. | Dave Polsky                        | Andrew Young |
| 10. | 4. | A légies dal      | Share Air             | 2016. december 25. | 2016. február 5. | Guy Toubes                         | Andrew Young |
| 11. | 5. | A baleset         | Nurture Is Her Nature | 2016. december 31. | 2016. február 5. | Dave Polsky                        | Andrew Young |
| 12. | 6. | Szörnyike büféje  | Beastly Bungalow      | 2017. január 1.    | 2016. február 5. | Guy Toubes                         | Andrew Young |